# Ich bin ein guter Hirt

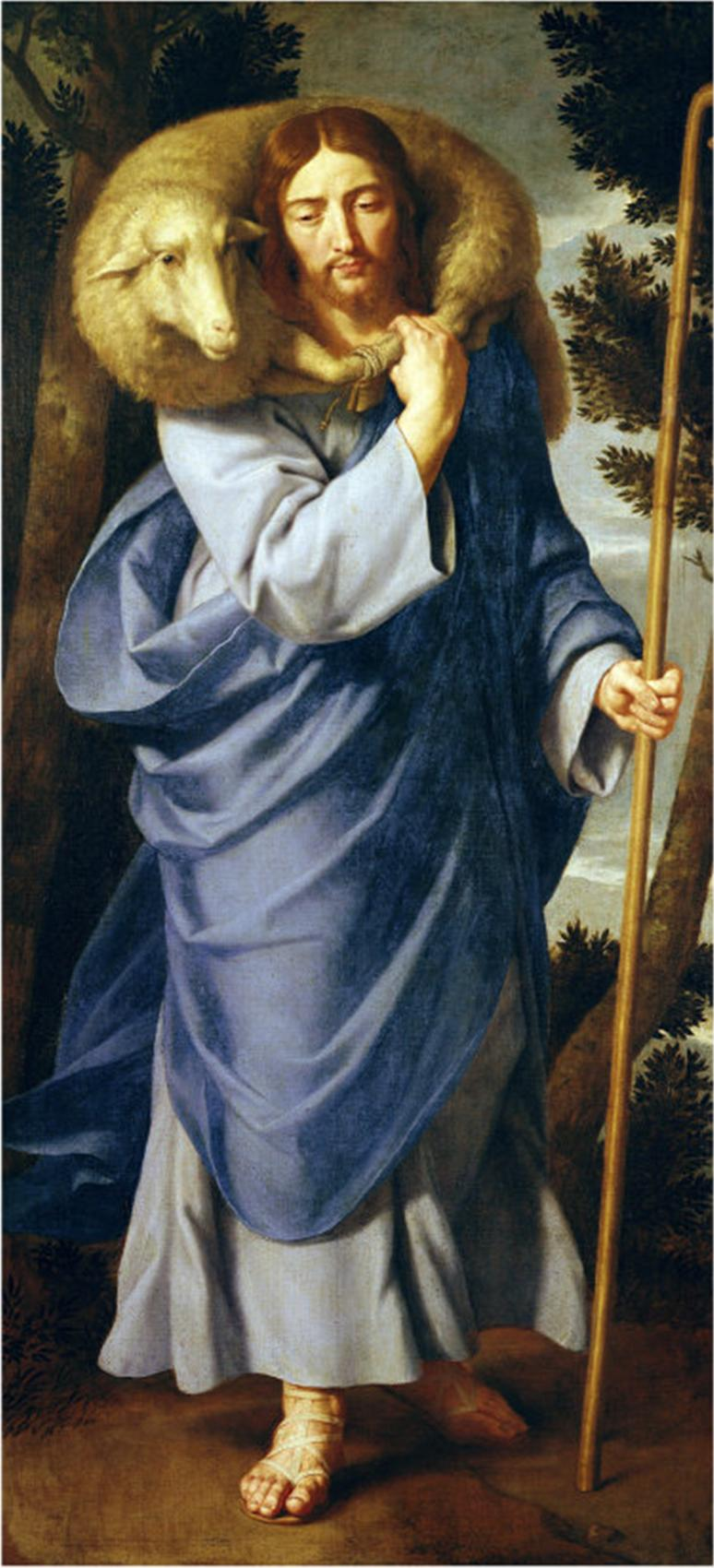
Le Bon-Pasteur, par Jean-Baptiste de Champaigne

Ich bin ein guter Hirt (Je suis un bon berger), BWV 85, est une cantate religieuse de Johann Sebastian Bach composée à Leipzig en 1725.

## Livret et histoire
Bach compose cette cantate dans le cadre du deuxième cycle annuel à Leipzig pour le deuxième dimanche après Pâques, appelé Misericordias Domini. Pour cette destination liturgique, deux autres cantates ont franchi le seuil de la postérité : les BWV 104 et 112. Les lectures prescrites pour ce dimanche sont tirées de la première épître de Pierre, dans laquelle le Christ est présenté comme modèle, chapitre 2, verset 21–25, et de l'évangile selon Jean, le Bon-Pasteur, chapitre 10, verset 12–16.
Selon John Eliot Gardiner, le poète est probablement le même que pour les deux cantates précédentes, la BWV 6 et la BWV 42, avant que Christiana Mariana von Ziegler ne devienne la poétesse des cantates suivantes de cette période. Les trois textes de cantates ont probablement été écrits pour la première année de Bach à Leipzig, mais ont été reportés en raison de la charge de travail de la première représentation de la Passion selon saint Jean cette même année. Il s'agit d'une séquence sur des thèmes de l'évangile de Jean. Le poète ouvre la cantate avec le début de l’Évangile, verset 12. Le deuxième mouvement explique comment la Passion du Christ représente ce qu'est un bon pasteur. On imagine aisément Bach levant le nez de son papier à musique et regardant les bergers et les brebis paissant dans les prairies s'étendant à l'ouest, sous les fenêtres de son bureau. Cette pensée est commentée par la première strophe du choral Der Herr ist mein getreuer Hir (1598) de Cornelius Becker, qui est une paraphrase du psaume 23. Dans le quatrième mouvement, le poète se réfère au verset 12 de l’Évangile et met en valeur le contraste entre le berger qui est éveillé et protège les brebis tandis que les serviteurs à gages dorment et les négligent. Le cinquième mouvement donne l'amour comme motivation  du bon berger à s'occuper de brebis. La cantate se termine par le choral Ist Gott mein Schutz und treuer Hirt, quatrième strophe du cantique Gott Ist mein Schild und Helfersmann (1658) de Ernst Christoph Homburg. Bach donne la cantate pour la première fois le 15 avril 1725.

## Structure et instrumentation
La cantate est écrite pour deux hautbois, violoncelle piccolo, deux violons, alto, basse continue, quatre solistes vocaux (soprano alto, ténor, basse) et chœur à quatre voix.
Il y a cinq mouvements :
1. aria (basse) : Ich bin ein guter Hirt
2. aria (alto) : Jesus ist ein guter Hirt
3. chœur : Der Herr ist mein getreuer Hirt
4. récitatif (ténor) : Wenn die Mietlinge schlafen, da wachet dieser Hirt
5. aria (ténor) : Seht, was die Liebe tut!
6. chœur : Ist Gott mein Schutz und treuer Hirt

## Musique
Dans le premier mouvement, la basse en tant que Vox Christi chante « Ich bin ein guter Hirt » (« je suis un bon berger ») encadrée de ritournelles instrumentales. Le motif sur ces paroles apparaît déjà quatre fois dans la ritournelle. Le mouvement se situe entre une aria et un arioso avec le hautbois comme instrument concertant dans « une atmosphère de tranquille gravité ». L'aria de l'alto est accompagnée d'un violoncelle piccolo obbligato . La strophe de choral est chantée par la soprano sur l'air de Allein Gott in der Höh sei Ehr de Nikolaus Decius (de) avec une mélodie légèrement ornée, tandis que les deux hautbois jouent un thème en ritournelles dérivé de la première ligne de la mélodie.
L'unique récitatif est un sermon miniature accompagnée par les cordes accentuant des phrases du texte. Le cinquième mouvement est le seul de la cantate ayant un rythme pastoral. Les cordes jouent dans le registre bas et en parallèles de tierces et de sixtes. Ainsi la voix du ténor apparaît-elle souvent comme la partie la plus élevée, commençant trois fois par Seht (« Regarde »). Gardiner fait observer la similarité avec l'aria alto Sehet, Jesus hat die Hand dans la Passion selon saint Matthieu (no 60 de la NBA), à la fois dans le thème de l'« amour pastoral émanant de la croix » et dans la musique, décrite comme « une riche mélodie qui s'écoule et un rythme de doux balancement ». Le choral de clôture est disposé en quatre parties,.